# Mauro Mendonça
Mauro Pereira de Mendonça (Ubá, 2 de abril de 1931) es un actor brasileño de Rede Globo.

## Carrera
Es un reconocido actor brasileño de telenovelas y cine, siendo famosa su actuación en el clásico film Doña Flor y sus dos maridos de 1976 aquí interpretó a Teodoro Madureira al segundo marido de Doña Flor (Sonia Braga) 
En 1985, Mauro protagonizó un comercial para la prevención de cáncer de mama y el cáncer de cuello uterino.
En 2016 se retiró de la actuación, después de actuar en la telenovela Êta Mundo Bom!, por problemas de salud que la han estado afectando.

## Vida privada
Está casado con la actriz Rosamaria Murtinho, con quien tuvo tres hijos, Mauro Mendonça Filho, Rodrigo Mendonça y João Paulo Mendonça.

## Trayectoria

### Televisión
- 1978 - Dancin' Days - Arthur
- 1980 - Agua viva - Evaldo Fragoso Neves
- 1981 - Brilhante - Fernando
- 1983 - Loco amor - Embajador André Dumont
- 1983 - Champagne - Jurandir
- 1985 - La gata - Horácio Penteado
- 1986 - Niña moza - Dr. Fuentes
- 1988 - Vida Nova - Coronel Antenor
- 1992 - Despedida de soltero - Cirineu
- 1993 - Sueño mío - Carlos
- 1995 - La próxima víctima - Otávio Bueno
- 1995 - Graciosa - Gobernador Benedito Valladares
- 1995 - Cara y cruz - Kléber Villar
- 1997 - Anjo Mau - Ruy Novaes
- 1998 - Mi buen querer - Pastor Bilac Maciel
- 2000 - La muralla - Don Braz Olinto
- 2003 - Malhação - Osvaldo
- 2003 - Kubanacan - Sandoval
- 2004 - Cabocla - Coronel Justino
- 2005 - Bang Bang - Paul Bullock
- 2006 - O Profeta - Francisco Gomes
- 2008 - La favorita - Gonzalo Fontini
- 2009 - Ciudad Paraíso - Antero Godói
- 2010 - Passione - Eugenio Gouveia
- 2010 - Cuchicheos - Giancarlo Villa
- 2012 - Gabriela - Coronel Manoel Das Onças
- 2012 - As Brasileiras - Seu Jonas
- 2016 - Êta Mundo Bom! - Dr. Inácio Xavier